# Multicolinearidade
Multicolinearidade consiste em um problema comum em regressões, no qual as variáveis independentes possuem relações lineares exatas ou aproximadamente exatas. 
O indício mais claro da existência da multicolinearidade é quando o R² é bastante alto, mas nenhum dos coeficientes da regressão é estatisticamente significativo segundo a estatística t convencional. 
As consequências da multicolinearidade em uma regressão são a de erros-padrão elevados no caso de multicolinearidade moderada ou severa e até mesmo a impossibilidade de qualquer estimação se a multicolinearidade for perfeita. 
Detalhe importante: Se R2 for alto e as correlações parciais são baixas, a multicolinearidade é uma possibilidade. Quando isso acontece uma ou mais variáveis podem ser desnecessárias no modelo. Se R2 for alto e as correlações parciais também, a multicolinearidade pode não ser detectável de imediato. 
Outros problemas comuns em uma regressão são heteroscedasticidade, autocorrelação e endogeneidade . A ausência de multicolinearidade é uma das premissas para estabelecer um modelo de regressão múltipla correto. No entanto, alguns autores (como SICSÚ, Abraham Laredo) afirmam que não se trata de um problema grave se o objetivo da análise econométrica é previsão.
Para detectar a extensão da multicolinearidade, devemos realizar um teste de Farrar e Glauber, comparando χ2 = -{(n-1)-[(1/6)(2K+5)]} ln det [matriz Identidade + rij = coeficiente de correlação simples entre as variáveis Xi e Xj].
χ2 com ([K(K-1)]/2) g.l. [carece de fontes?]